# Rällingeborg
Rällingeborg sind die Reste einer eisenzeitlichen Wallburg am Südufer des Mälaren in der schwedischen Gemeinde Strängnäs in Södermanland. Die eigentliche West-Ost orientierte Burg misst 60 × 45 Meter mit einem relativ steilen Hang im Westen  und einem weniger steilen im Osten. Sie ist auf drei Seiten von  Doppelwällen umgeben. Im Westen ist es nur ein Wall. Der innere Wall ist etwa 180 m lang, 8–15 m breit und 1–3 m hoch. Die Eingänge liegen im Nordwesten und Süden. Der südliche ist zum größten Teil eingestürzt. An bestimmten Stellen (innen und außen), sind Reste von Mauern erkennbar. Der äußere Wall ist etwa 170 m lang, 2–5 m breit und 0,5–2,0 m hoch. Im Allgemeinen hat er etwas größere Steine als der Innenwall. 
1959 wurde bei dem etwa 1 km südlich gelegenen Weiler Rällinge ein dem „Runulf“ gesetzter Runenstein (Sö ATA6491/60) gefunden. Auch ein Bautastein (Sö ATA6294/59) und ein multipler Steinkreis befinden sich in der Umgebung.